# کولومبل
کولومبل (به فرانسوی: Colombelles) یک کمون در فرانسه است که در Canton of Cabourg واقع شده‌است.

## خصوصیات
کولومبل ۷٫۱۴ کیلومترمربع مساحت و ۵٬۸۹۵ نفر جمعیت دارد و ۴۰ متر بالاتر از سطح دریا واقع شده‌است.